# Третьяк, Пётр Владимирович
Петр Владимирович Третьяк (бел. Пётр Уладзіміравіч Траццяк) — белорусский военный деятель, заместитель председателя Комитета государственной безопасности Республики Беларусь (2005—2010).

## Биография
Работал начальником управления правительственной связи КГБ Республики Беларусь.
С 20 января 2005 года по 1 октября 2007 года работал заместителем Председателя Комитета государственной безопасности Республики Беларусь – начальником главного управления обеспечения оперативно-розыскной деятельности.
С 1 октября 2007 года по 2 января 2010 года являлся заместителем Председателя КГБ Республики Беларусь по обеспечению оперативно-розыскной деятельности. Входил в состав Государственной комиссии по радиочастотам при Совете Безопасности Республики Беларусь.
В 2011 году, после проведения президентских выборов в Белоруссии 2010 года, которые Европейским союзом были признаны недемократическими, а также силового разгона акции протеста в Минске 19 декабря 2010 года, был включен в список белорусских государственных деятелей и чиновников, на которых ЕС были наложены санкции.
В 2018-2019 гг. -  генеральный директор ЗАО «БелИнСофт», спецэкспортера в области осуществления внешнеторговой, посреднической деятельности в отношении технической, криптографической защиты информации, средств негласного получения информации, относящихся к специфическим товарам (работам, услугам).